# Federação Internacional de Handebol
A Federação Internacional de Handebol (português brasileiro) ou Andebol (português europeu) (em inglês: International Handball Federation) , mais conhecida pelo acrônimo IHF, é a associação internacional que dirige as associações de andebol e andebol de praia do mundo. Filiada ao Comitê Olímpico Internacional, a IHF foi fundada a 11 de julho de 1946 e a sua sede localiza-se em Basileia, na Suíça.
Ao todo, possui 209 federações internacionais. Com esse número, é a instituição internacional que possui a terceira maior quantidade de associados, inclusive mais associados do que a Organização das Nações Unidas e o Comitê Olímpico Internacional, que possuem, respectivamente, 193 e 205 membros cada. É apenas ultrapassada pela Federação Internacional de Futebol, a FIFA, que possui 209 membros, e a Associação Internacional de Federações de Atletismo, a IAAF, que possui 212 membros.
A IHF tem três idiomas oficiais: alemão, francês e inglês. O seu atual presidente é o egípcio Hassan Moustafa.

## História
A IHF foi fundada a 12 de julho de 1946, em Copenhaga (Dinamarca) por representativos de oito federações nacionais. Os membros fundadores são Dinamarca, Finlândia, França, Noruega, Países Baixos, Polónia, Suécia e Suíça. O primeiro presidente da IHF foi o sueco Gösta Björk. Björk foi sustituído em 1950 por Hans Baumann, nascido na Suíça . Em 1954, a primeira edição do Campeonato Mundial de Andebol Masculino foi disputado sob o alçado da IHF na Suécia, com a participação de seis equipes nacionais. Em 1957, o primeiro Campeonato Mundial de Andebol Feminino foi disputado na Iugoslávia com a participação de nove equipes. Os Jogos Olímpicos foram organizados pela primeira vez sob os auspícios da IHF em Munique 1972 (torneio masculino) e Montreal 1976 (torneio feminino).

## Estrutura

### Leis e governança
A IHF está sediada em Basileia e é uma federação estabelecida sob a Lei da Suíça. O órgão supremo da IHF é o Congresso da IHF, uma assembléia formada por representantes de cada associação afiliada. Cada federação nacional de andebol tem um voto, independentemente do seu tamanho ou estatuto no andebol. O Congresso reúne-se numa sessão ordinária uma vez a cada dois anos (anos ímpares) após o Campeonato Mundial de Andebol Masculino. O congresso toma decisões relacionadas aos estatutos de governança da IHF e ao seu método de implementação e aplicação. Somente o Congresso pode aprovar mudanças nos estatutos da IHF. O congresso aprova o relatório anual, decide sobre a aceitação de novas associações nacionais e realiza eleições. O Congresso elege o Presidente da IHF, o seu Secretário Geral e os outros membros do Conselho da IHF. O Conselho da IHF, presidido pelo Presidente, é o principal órgão de decisão da organização nos intervalos do Congresso. O Conselho é composto por 18 pessoas: o Presidente, 5 Vice-Presidentes e 12 membros. O Conselho é o órgão que decide qual país sediará o Campeonato Mundial. O Presidente e o Secretário Geral são os principais titulares de cargos da IHF e são responsáveis pela sua administração diária, realizada pela Secretaria-Geral. Dr. Hassan Moustafa é o atual presidente, nomeado em 2000 no 28.º Congresso Ordinário da IHF.

### Seis confederações e 209 federações nacionais

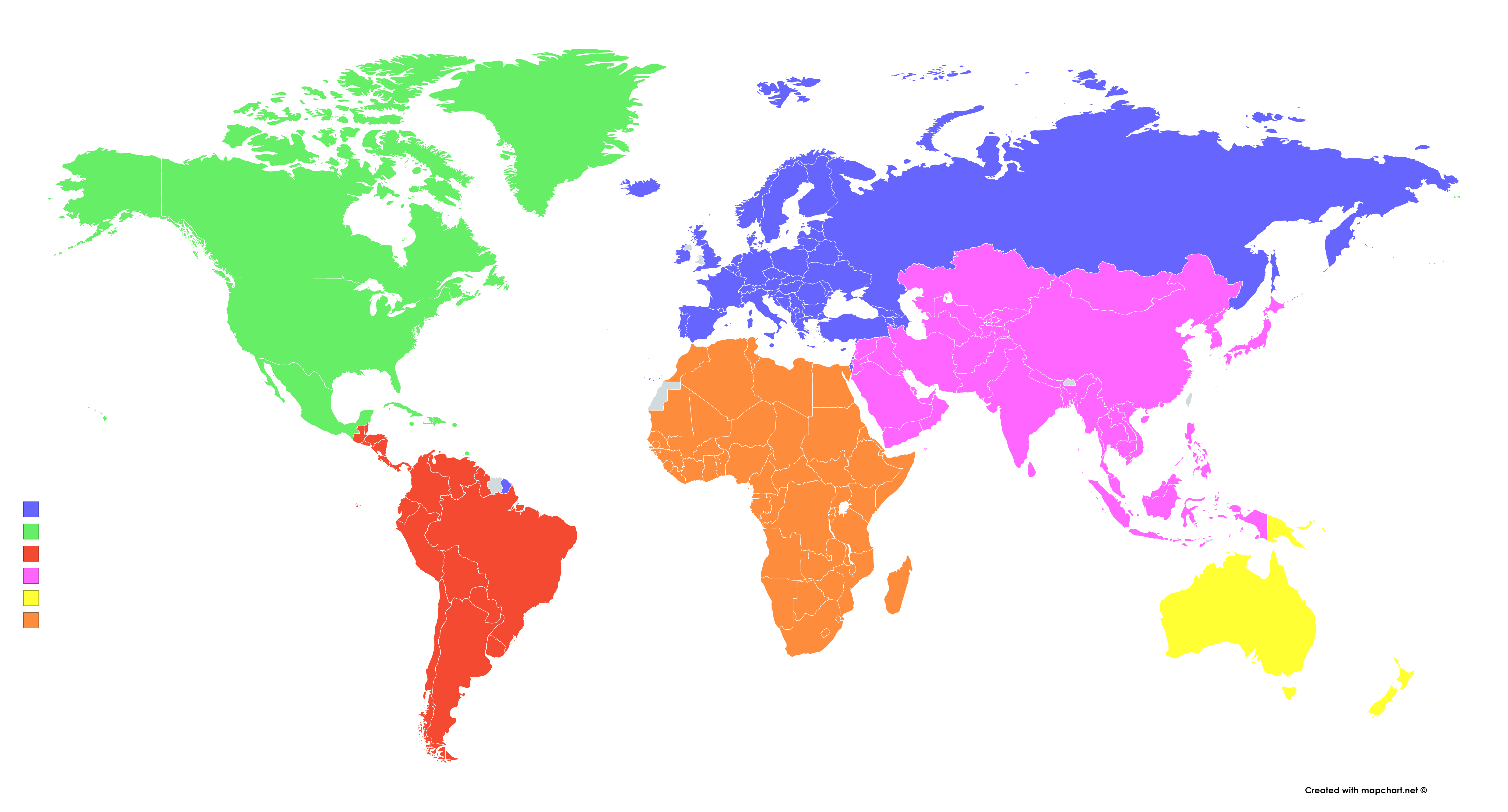
Federações filiadas à IHF.

A IHF é composta por seis federações continentais que organizam campeonatos continentais realizados a cada dois anos: a Confederação Africana de Handebol, a Federação Asiática de Handebol, a Federação Europeia de Handebol, a Confederação da América do Norte e do Caribe de Handebol, a Federação de Handebol da Oceania e a Confederação Sul e Centro Americana de Handebol. Além de competições continentais entre equipas nacionais, as federações organizam torneios internacionais entre clubes.
Existiam apenas cinco confederações continentais até 2017, mas em 14 de janeiro de 2018, o Conselho da IHF decidiu dividir a Federação Pan-Americana de Handebol em dois. A autoridade para dividir uma confederação continental é exclusiva do Congresso da IHF. .

## Torneios da IHF
Campeonato Mundial de Andebol
- Campeonato Mundial de Andebol Masculino
- Campeonato Mundial de Andebol Feminino
- Campeonato Mundial das Nações Emergentes da IHF
- Campeonato Mundial Júnior de Andebol Masculino
- Campeonato Mundial Júnior de Andebol Feminino
- Campeonato Mundial Juvenil de Andebol Masculino
- Campeonato Mundial Juvenil de Andebol Feminino

Campeonato Mundial de Andebol de Praia
- Campeonato Mundial de Andebol de Praia
- Campeonato Mundial Juvenil de Andebol de Praia

Campeonato Mundial de Clubes
- IHF Super Globe

Eventos Multidesportivos
- Andebol nos Jogos Olímpicos
- Andebol de Praia nos Jogos Olímpicos

## Ver Também
- Confederação Africana de Handebol
- Federação Asiática de Handebol
- Federação Europeia de Handebol
- Confederação da América do Norte e do Caribe de Handebol
- Federação de Handebol da Oceania
- Confederação Sul e Centro Americana de Handebol
- Melhor Jogador do mundo pela IHF